# Eupithecia inturbata
Eupithecia inturbata (conocida en Europa como polilla del arce, por la planta del que se nutre), es una especie de polilla de la familia Geometridae. La especie fue descrita por primera vez por Jacob Hübner habiendo sido descrita en 1817. Tiene gran distribución en Europa y el sur de Escandinavia. E. inturbata y E. tenuiata son las dos polillas europeas que pertenecen al grupo de especies Eupithecia tenuiata, junto con una especie asiática (Eupithecia praepupillata) y una especie de América del Norte (Eupithecia bryanti). La determinación fiable entre estas especies se debe realizar mediante un examen morfológico genital.

## Distribución
La polilla se encuentra ampliamente distribuida en Europa y el Cáucaso, con la excepción de Islandia, Irlanda, Portugal, las islas del mar Mediterráneo, Albania y la región de la antigua Yugoslavia, donde la especie aún no ha sido descrita. Se encuentra también en Transcaucasia y el noreste de Turquía.: 80  La La especie se extiende en España y a través de Europa Occidental y central, incluidas las Islas Británicas y más al este hasta Rusia. En el norte, el área se extiende hasta el paralelo 62. Debido a la escasa distribución de la planta que alimenta a la oruga, la especie es rara o está ausente en los países del sur de Europa. 
La especie habita principalmente en bosques mixtos, bordes de bosques, laderas de montañas y canteras, setos, matorrales, jardines y parques en localidades cálidas y secas, así como sobre rocas. Se han descrito desde 0 m sobre el nivel del mar hasta 600 metros (1968,5 pies) en los Alpes, unos 1000 metros (3280,8 pies) en los Pirineos y hasta 1100 metros (3608,9 pies) en los Apeninos (medidos en el monte Majella).

## Descripción
Es una polilla pequeña con una envergadura de 13 a 18 milímetros (0,5 a 0,7 plg), una de las polillas de su género de menor tamaño. Es de color marrón oscuro y grisáceo, a veces con un tinte amarillento.: 79  Se distingue de E. tenuiata por el color más claro de sus alas y el tinte amarillento generalmente débil, así como por el ápice más puntiagudo de su ala anterior.

### Alas
Las líneas transversales en las alas son dobles en el borde exterior de la región discal. La mancha discoide en la parte superior del ala anterior es negra y tiene forma de punto. Las alas traseras son ligeramente más claras en la región basal y tienen una línea de borde marrón-negra distintiva en la parte delantera e inferior. Los flecos de todas las alas están manchados.

### Orugas
Las orugas jóvenes son de color verde sólido, las orugas adultas son robustas y lisas, de color verdoso y tienen un patrón de color marrón óxido en el dorso. La pupa de color marrón amarillento tiene vainas alares verdosas. El cremáster, en forma de botón, contiene ocho cerdas ganchudas de igual longitud.

## Ciclo de vida
Suelen ser especie de una sola cría. El principal período de vuelo de las mariposas crepusculares y nocturnas cae en los meses de julio y agosto. La oruga es monófaga, alimentándose de las flores del Acer campestre y en algunos países, A. platanoides. Junto a Ptilodon cucullina, tienen atracción predilecta por los acers, con preferencia por los pistilos y estambres, especialmente en los árboles de menor tamaño del bosque.: 80  Para alimentarse, se les ha observado chupando secreciones azucaradas de los pulgones. A las mariposas les gusta visitar fuentes de luz artificial, a veces en grandes números.
Pasa el invierno en forma de huevo. Los huevos se ponen en las grietas de la corteza de las ramas de la planta alimenticia. Las orugas eclosionan en la primavera del año siguiente, viven desde mediados de finales de abril hasta mediados de mayo o incluso principios de junio. La pupación tiene lugar en una fina red en el suelo.
Son huéspedes de algunos insectos parasitarios, incluyendo insectos del orden Hymenoptera, otros de la familia Ichneumonidae, incluyendo Virgichneumon tergenus.